# Чуртан (Башкортостан)
Чуртан (баш. Суртан) — деревня в Стерлитамакском районе Республики Башкортостан Российской Федерации. Входит в состав Услинского сельсовета.

## География

### Географическое положение
Расстояние до:
- районного центра (Стерлитамак): 37 км,
- центра сельсовета (Верхние Услы): 7 км,
- ближайшей ж/д станции (Стерлитамак): 37 км.

## История
В 1992—2008 гг. деревня являлась административным центром Чуртановского сельсовета.

## Население
| 2002 | 2009 | 2010 |
| ---- | ---- | ---- |
| 470  | ↗510 | ↘474 |